# Irfan Raditya
Irfan Raditya (sinh ngày 12 tháng 6 năm 1988 ở Medan) là một cầu thủ bóng đá người Indonesia hiện tại thi đấu cho Mitra Kukar. Các câu lạc bộ cũ gồm Arema Indonesia. and the Đội tuyển bóng đá quốc gia Indonesia. He was recruited from PSDS. Anh thi đấu cho U-20 quốc gia tại Cíp U-20 AFF tại Palembang từ 5–19 tháng 8 năm 2005.

## Thành tích
- Vô địch Liga Indonesia 2010 với Arema
- Á quân Piala Indonesia 2010 với Arema